# Pardosa fortunata
Pardosa fortunata là một loài nhện trong họ Lycosidae.
Loài này thuộc chi Pardosa. Pardosa fortunata được Octavius Pickard-Cambridge miêu tả năm 1885.